# 短耳倉鼠屬
短耳倉鼠屬（学名：Allocricetulus），哺乳綱、囓齒目、倉鼠科的一屬，而與短耳倉鼠屬（短耳倉鼠）同科的動物尚有甘肅倉鼠屬（甘肅倉鼠）、倉鼠屬（高山倉鼠）、麗倉鼠屬（麗倉鼠）等之數種哺乳動物。

## 下属物种
本属包括以下物种：
- Allocricetulus curtatus (G.M.Allen, 1925)
- Allocricetulus eversmanni (Brandt, 1859)